# Einar Delborn
Einar Delborn, ursprungligen Karlsson född den 8 november 1892 i Säby socken, Småland, Jönköpings län, död den 14 augusti 1981 i Kalmar, var en svensk fotbollsledare, fotbollsdomare och disponent. Han var förutom åren 1914 och 1919 ledamot i Smålands Fotbollförbunds styrelse från 1912 till 1954 och förbundets vice ordförande 1930-1954.

## Biografi

### Uppväxt och utanför planen
Delborn föddes i Säby 1892 som son till vävaren Karl Johan Karlsson och hustru Hulda Josefina Gustavsdotter. Vid sidan av fotbollen jobbade han först som Handelsbokhållare i Tranås och senare på lantbruksfirman AB J Bruun i Kalmar som kontorist. Med åren blev han slutligen disponent och verkade i AB J Bruun ända fram till 76 års ålder. Som idrottsledare verkade Delborn som ledamot i Smålands Fotbollförbund från och med 1912, redan före den egna aktiva fotbollskarriären var avslutad. Delborn var ledamot av Uttagningskommitén för Smålands Landskapslag 1924-1933 och dess ordförande 1934-1954. Redan den 18 september 1927 kommenterade Delborn seriefinalen i Sydsvenska serien mellan IFK Malmö och Kalmar FF i Kalmars lokalradio. En typ av radiokommentering som strax därefter förbjöds av Svenska Fotbollförbundet och tilläts igen först 1961.
1917 gifte sig Delborn med Sigrid Nyberg, de fick tillsammans sonen Arne Delborn 1923.

### På fotbollsplanen
Delborn finns avbildad som center på de allra tidigaste bevarade fotona av IF Gothia. Laget hette först IF Göta men fick inte komma in i Riksidrottsförbundet med det namnet. Delborn såg ett skepp i Kalmar hamn med namnet Gothia och föreslog framgångsrikt ett namnbyte från IF Göta till IF Gothia. Vilket blev namnet på laget från 1912 som därmed kunde komma in i Riksidrottsförbundet. Som domare dömde Delborn cirka 200 allsvenska fotbollsmatcher. 

## Priser och utmärkelser
- Smålands Fotbollförbunds förtjänsttecken i Guld 1936[3]
- Riksidrottsförbundets förtjänsttecken i Guld 1953
- Svenska Fotbollförbundets förtjänsttecken i Guld 1955 [7]
- Småländsk Distriktsmästare i fotboll 1916 med IF Gothia.